# フォーカス・フィーチャーズ
フォーカス・フィーチャーズ（Focus Features）は、アメリカ合衆国の映画製作・配給会社。現在はユニバーサル・ピクチャーズ傘下である。以前はUSA Filmsという名前だったが、2002年から現在の名前に変更している。

## 主な作品
- アイ ウォント ユー（1999）
- マルコヴィッチの穴（1999）
- プランケット&マクレーン (1999)
- ベティ・サイズモア（2000）
- リトル・ダンサー（2000）
- トラフィック（2000）
- 花様年華（2001）
- バーバー（2001）
- ゴスフォード・パーク（2001）
- モンスーン・ウェディング（2002）
- 抱擁（2002）
- 8人の女たち（2002）
- エデンより彼方に（2002）
- インプラント（2002）
- 戦場のピアニスト（2002）
- スイミング・プール（2003）
- ロスト・イン・トランスレーション（2003）
- テキサス・チェーンソー（2003）
- シルヴィア（2003）
- 21グラム（2003）
- エターナル・サンシャイン（2004）
- ショーン・オブ・ザ・デッド（2004）
- モーターサイクル・ダイアリーズ（2004）
- アイス・ハーヴェスト 氷の収穫（2005）
- ブロークン・フラワーズ（2005）
- ナイロビの蜂（2005）
- プライドと偏見（2005）
- ブロークバック・マウンテン（2005）
- BRICK ブリック（2006）
- サイレントヒル（2006）
- タロットカード殺人事件（2006）
- ハリウッドランド（2006）
- ラスト、コーション（2007）
- 40オトコの恋愛事情（2007）
- つぐない（2007）
- イースタン・プロミス（2007）
- 僕らのミライへ逆回転（2008）
- ブーリン家の姉妹（2008）
- バーン・アフター・リーディング（2008）
- ミルク（2008）
- コララインとボタンの魔女 3D（2009）
- 渇き（2009）
- リミッツ・オブ・コントロール（2009）
- ウッドストックがやってくる（2009）
- 9 〜9番目の奇妙な人形〜（2009）
- シリアスマン（2009）
- ウソから始まる恋と仕事の成功術（2009）
- キッズ・オールライト（2010）
- BIUTIFUL ビューティフル（2010）
- ラスト・ターゲット（2010）
- SOMEWHERE（2010）
- ジェーン・エア（2011）
- 裏切りのサーカス（2011）
- ペイド・バック（2011）
- パラノーマン ブライス・ホローの謎（2012）
- アンナ・カレーニナ（2012）
- ボックストロール（2014）
- シグナル（2014）
- 博士と彼女のセオリー（2014）
- ボックストロール（2014）
- ブラック・シー（2014）
- COP CAR/コップ・カー（2015）
- インシディアス 序章（2015）
- KUBO/クボ 二本の弦の秘密（2016）
- ヴィクトリア女王 最期の秘密（2017）
- ウィンストン・チャーチル/ヒトラーから世界を救った男（2017）
- アトミック・ブロンド（2017）
- レディ・バード（2017）
- ファントム・スレッド（2017）
- ブラック・クランズマン（2018）
- ある少年の告白（2018）
- マグダラのマリア（2018）
- ダウントン・アビー（2019）
- ライトハウス（2019）
- EMMA エマ（2020）
- ネクスト・ドリーム/ふたりで叶える夢（2020）
- すべてが変わった日（2020）
- スティルウォーター（2021）
- ブルー・バイユー（2021）
- ベルファスト（2021）
- リコリス・ピザ（2021）
- カード・カウンター（2021）
- ラストナイト・イン・ソーホー（2021）
- TAR/ター（2022）
- ノースマン 導かれし復讐者（2022）
- ダウントン・アビー/新たなる時代へ（2022）
- アステロイド・シティ（2023）
- ザ・バイクライダーズ（2023）
- ドライブアウェイ・ドールズ（2024）
- 教皇選挙（2024）
- ノスフェラトゥ（2024）